# ミハイル2世 (キエフ大公)
ミハイル2世（ミハイル・フセヴォロドヴィチ、ロシア語: Михаи́л Все́володович、ウクライナ語: Михайло Всеволодович、1179年 - 1246年9月20日）は、キエフ大公（在位：1238年 - 1239年、1241年 - 1243年）。ペレヤスラヴリ公（在位：1206年）、ノヴゴロド公（在位：1224年 - 1229年）、チェルニゴフ公（在位：1223年 - 1246年）、ガーリチ公（在位：1235年 - 1239年）を兼ねた。

## 生涯
チェルニゴフ公フセヴォロド（キエフ大公フセヴォロド4世）とポーランド大公カジミェシュ2世の長女マリア（アナスタシア）の間に生まれる。父フセヴォロド4世がペレヤスラヴリからペレヤスラヴリ公ヤロスラフを追放した後、しばらくペレヤスラヴリ公の座にあった。1223年のカルカ河畔の戦いに参加し、チェルニゴフ公ムスチスラフの戦死後にチェルニゴフ公となった。1224年にノヴゴロド公を兼ねるようになると、すぐに義兄のユーリーや大貴族たちとの紛争が起こり、捕虜交換を行った。
1226年には、ユーリーの援助でセヴェルスキーのオレグ等に対して遠征を行った。年代記は紛争の原因を記していないが、オレグがチェルニゴフの議会の決定を覆そうとしたためとみなす説がある。
1228年、ピンスク公ロスチスラフやキエフ大公ウラジーミルと連合して、ガーリチ公ダニールの領有するカミャネツ（現在のベラルーシ・ブレスト州）を包囲するが失敗した。
1229年、ノヴゴロドで民の負担を減らす政策を敷いた。また、ノヴゴロド公からチェルニゴフ公へ戻っても、ノヴゴロドの市長を任命して介入の姿勢を見せていたが、1231年にウラジーミル・スーズダリ大公のユーリーから攻められ、ノヴゴロドに関する抗争からは身を引いた。
1234年、イジャスラフ側に立ってキエフをめぐる闘争に干渉し、ダニールの軍を包囲した。1235年にはダニールの領土であるガーリチを占領した（ガーリチ・ヴォルィーニ公国統一戦争#ミハイルとダニール）。結果としてミハイルはガーリチ公、イジャスラフはキエフ大公となった。
1237年秋、第一次モンゴルのルーシ侵攻に対する援助のためにリャザンへ向かった（年代記によっては、兵の供出を拒んだとする記述もある）。
1238年、ヤロスラフが退いた後のキエフ大公の座についた。さらに、自分の長男ロスチスラフとガーリチの大貴族たちで編成した軍をリトアニアへ差し向けたが、軍隊が出払ったのを機としたダニールによってガーリチを占領された。
1239年（もしくは1240年初春）、自領のチェルニゴフにモンゴル帝国軍が現れた際にはキエフに滞在しており、長男ロスチスラフと共にハンガリーへの逃亡を余儀なくされた。なお、自領チェルニゴフの陥落、1240年のキエフ陥落の後、ダニールから封地としてルーツィクを受け取っている。
モンゴル軍の侵攻の後は荒廃したキエフに戻り、1243年までキエフを治めていた。しかし、長男ロスチスラフの結婚のためにハンガリーへと向かった際、モンゴルの出した勅令によってキエフの所有者はヤロスラフに変わった。その後モンゴル側から招かれ、かつて統治していたチェルニゴフに戻ったが、殺害されてその生涯を閉じた。

## 死と列聖
ミハイルの死に関して、ある年代記は「ミハイルはバトゥの幕舎に呼ばれ、異教の司祭から、彼らにとって神聖な火と偶像を参拝するよう命じられた。しかしそれを断ったために殺され、遺骸は彼の忠実な側近によってチェルニゴフへ運ばれた。」という主旨の記述を伝えている。しかし実際はキエフ大公ヤロスラフ3世のように、モンゴルの息のかかった公によって毒殺されたようである。また、ほぼ同時期にダニールはバトゥを直接訪問し、従属を認められている。
1543年にアルハンゲリスキー大聖堂の聖者の群像画の中に書き加えられた。祭日は9月20日（グレゴリオ暦では10月3日）。1572年、ミハイルの遺体は世に知られるところとなり、チェルニゴフからモスクワへ運ばれた。1772年には不朽体としてシリブリャーンカの聖骨箱に納められ、アルハンゲリスキー大聖堂に安置された。しかし聖骨箱は1812年のフランス軍の侵攻の際に盗まれたため、それ以降は青銅のもので代用されている。

## 「後裔」の系譜
遺体がチェルニゴフからモスクワへ運ばれた後、ミハイルの名はロシア帝国において広く知られることとなった。それによって、世襲による爵位や称号を持たないオカ川上流の公たちは、ミハイルを祖先に位置付ける系譜を編集し始めた。系譜に関する書籍の中にはミハイルの子孫として、ドルゴルーコフ家、ヴァルコーンスキー家、レプニン家、ゴルチャコフ家、アバレーンスキー家、オドエフスキー家、ヴォロティンスキー家、ボリャティンスキー家、そしてオレグ一門（オレグはミハイルの4代前の祖先にあたる人物）を名乗った全ての公たちといった、おびただしい数の家系が見られる。
なお、21世紀に提示された遺伝学の研究は、これらの一族がウラジーミル2世モノマフの男系から生じたものではないことを示している。

## 子女
ガーリチ公ロマンの次女オリョーナと結婚し、1男2女を儲けた。
- マリヤ - ロストフ公ヴァシリコの妃
- ロスチスラフ
- エヴフロシニヤ（ロシア語版）

また、子と推測される（後世の系譜の中に記述されている）以下の人物がいる。
- ロマン
- セミョーン
- ムスチスラフ
- ユーリー（ロシア語版）